# 実践女子大学本古活字版源氏物語
実践女子大学本古活字版源氏物語（じっせんじょしだいがくほんこかつじばんげんじものがたり）は、古活字版源氏物語の現存本の一つ。実践女子大学に所蔵されていることからこの呼称がある。

## 概要
蓬生1帖を欠く53帖が現存するが、このうち柏木も一部を欠く。本版本は源氏物語の版本として最も古い時期に刊行された慶長古活字版源氏物語の一つである。この慶長古活字版源氏物語は、わずかに3本しか現存が確認されていない中での貴重な1本である。それぞれ一部に欠落はあるものの、多くの巻の題箋と表紙の端に巻序の数字が記されている。この両者は若菜下巻を数えるかどうかを異にしているためにそれ以降の数字が1ずつ異なっており、表紙の端に直書きされた巻序では夢浮橋巻を第53巻と数えるような独自の数え方になっている。本書の本文は当時の多くの古活字版源氏物語と同じく青表紙本系統の本文であり、さらに青表紙本系統の本文の中でも三条西家本系統の写本に近い本文である。桐壺から末摘花までの各帖に湖月抄から持ってきた注釈の書き入れがある。

## 表装
本書の表装は、同じ「慶長古活字版源氏物語」である龍門文庫本とは表装の色が異なっていること、「薄雲」・「少女」の2冊の表紙の裏に仏典の印刷らしき漢文が確認出来ることなどの理由から、原装ではなく後に改装されたものと考えられている。多くの巻の表紙の左上部に題箋が付されている。現状で題箋が付されていない巻についても題箋を剥がした跡らしきものが見られるものがあり、もとは全ての巻に題箋が付されていたと考えられる。

## 伝来
本版本は黒川真頼の旧蔵本であった。黒川家蔵書のコレクション「黒川文庫」は戦後いくつかに分けて売却されたが、そのうちの一部は、個人コレクターの所蔵を経て実践女子大学がまとめて購入した。同大学では黒川文庫旧蔵書を「実践女子大学図書館黒川文庫」としてまとめて管理することとなった。本版本のうち49冊は上記の経緯で実践女子大学図書館黒川文庫の所蔵となっている。その後黒川文庫の売り立てが行われた際に本版本の残部4冊が売却され、古書肆を経て上記49冊と併せて実践女子大学図書館黒川文庫の所蔵となった。

## 各巻ごとの状況
桐壺から末摘花までの各帖に湖月抄から持ってきた注釈の書き入れがある。
| 巻序   | 巻名   | 題箋の有無 | 題箋の巻序 | 直書の巻序 | 備考         |
| ------ | ------ | ---------- | ---------- | ---------- | ------------ |
| 第01帖 | 桐壺   | 有り       | 一         | □          | 書き入れあり |
| 第02帖 | 帚木   | 無し       | --         | 二         | 書き入れあり |
| 第03帖 | 空蝉   | 無し       | --         | 三         | 書き入れあり |
| 第04帖 | 夕顔   | 有り       | 四         | 四         | 書き入れあり |
| 第05帖 | 若紫   | 無し       | --         | 五         | 書き入れあり |
| 第06帖 | 末摘花 | 有り       | 六         | 六         | 書き入れあり |
| 第07帖 | 紅葉賀 | 無し       | --         | 七         |              |
| 第08帖 | 花宴   | 有り       | 八         | 八         |              |
| 第09帖 | 葵     | 無し       | --         | 九         |              |
| 第10帖 | 賢木   | 有り       | 十         | 十         |              |
| 第11帖 | 花散里 | 有り       | 十一       | 十一       |              |
| 第12帖 | 須磨   | 有り       | 十二       | 十二       |              |
| 第13帖 | 明石   | 有り       | 十三       | 十三       |              |
| 第14帖 | 澪標   | 有り       | 十四       | 十四       |              |
| 第15帖 | 蓬生   | --         | --         | --         | 欠巻         |
| 第16帖 | 関屋   | 有り       | 十六       | 十六       |              |
| 第17帖 | 絵合   | 有り       | 十七       | 十七       |              |
| 第18帖 | 松風   | 有り       | 十八       | □八        |              |
| 第19帖 | 薄雲   | 有り       | 十九       | 十九       |              |
| 第20帖 | 朝顔   | 有り       | 二十       | 廿         |              |
| 第21帖 | 少女   | 有り       | 廿一       | 廿一       |              |
| 第22帖 | 玉鬘   | 有り       | 廿二       | 廿二       |              |
| 第23帖 | 初音   | 有り       | 廿三       | 廿三       |              |
| 第24帖 | 胡蝶   | 有り       | 廿四       | 廿四       |              |
| 第25帖 | 蛍     | 有り       | 廿五       | 廿五       |              |
| 第26帖 | 常夏   | 有り       | 廿六       | 廿六       |              |
| 第27帖 | 篝火   | 有り       | 廿七       | 廿七       |              |
| 第28帖 | 野分   | 有り       | 廿八       | 廿八       |              |
| 第29帖 | 行幸   | 有り       | 廿九       | 廿九       |              |
| 第30帖 | 藤袴   | 有り       | 三十       | 三十       |              |
| 第31帖 | 真木柱 | 有り       | 卅一       | 卅一       |              |
| 第32帖 | 梅枝   | 有り       | 卅二       | 卅二       |              |
| 第33帖 | 藤裏葉 | 有り       | 卅三       | 卅三       |              |
| 第34帖 | 若菜上 | 無し       | --         | 卅四       |              |
| 第35帖 | 若菜下 | 有り       | 無し       | □          |              |
| 第36帖 | 柏木   | 有り       | 卅六       | 卅五       | 一部が欠ける |
| 第37帖 | 横笛   | 有り       | 卅七       | 卅六       |              |
| 第38帖 | 鈴虫   | 有り       | 卅八       | 卅七       |              |
| 第39帖 | 夕霧   | 有り       | 卅九       | 卅八       |              |
| 第40帖 | 御法   | 有り       | 四十       | 卅九       |              |
| 第41帖 | 幻     | 有り       | 四十一     | 四十       |              |
| 第42帖 | 匂宮   | 有り       | 四十二     | 四十一     |              |
| 第43帖 | 紅梅   | 有り       | 四十三     | 四十二     |              |
| 第44帖 | 竹河   | 有り       | 四十四     | 四十三     |              |
| 第45帖 | 橋姫   | 有り       | 四十五     | 四十四     |              |
| 第46帖 | 椎本   | 有り       | 四十六     | 四十五     |              |
| 第47帖 | 総角   | 有り       | 四十七     | 四十□      |              |
| 第48帖 | 早蕨   | 有り       | 四十八     | 三十七     |              |
| 第49帖 | 宿木   | 有り       | 四十九     | 四十八     |              |
| 第50帖 | 東屋   | 有り       | 五十       | 四十九     |              |
| 第51帖 | 浮舟   | 有り       | 五十一     | 五十       |              |
| 第52帖 | 蜻蛉   | 有り       | 五十二     | 五十一     |              |
| 第53帖 | 手習   | 有り       | 五十三     | 五十二     |              |
| 第54帖 | 夢浮橋 | 有り       | 五十四終   | 五十□      |              |